# Josep Bellver i Abells
Josep Bellver i Abells (València, 1869 - ibídem 1945) fou un pianista i pedagog musical valencià.
Primer fou un mestre destacat i després director del Conservatori de Música i Declamació de València, on tingué entre altres alumnes a Leopoldo Querol i en Josep Iturbi. L'any 1929 va rebre la medalla al Mèrit Civil per la seva dedicació al Conservatori.